# Zuleikha Robinson
Zuleikha Robinson (Londra, 29 giugno 1977) è un'attrice britannica, conosciuta principalmente per le sue partecipazioni alle serie televisive Roma e Lost.

## Biografia
Nata il 29 giugno 1977 a Londra da padre inglese e madre indo-birmana, ha ascendenze scozzesi, birmane, iraniane e malesi. È la sorella maggiore del botanico e tassonomo Alastair Robinson.
Si laurea in recitazione all'American Academy of Dramatic Arts di Los Angeles e nel 2000 esordisce al cinema con un ruolo secondario in Timecode, diretto da Mike Figgis. L'anno successivo ha un ruolo regolare nei tredici episodi della serie televisiva The Lone Gunmen, spin-off di X-Files.
Il suo primo ruolo cinematografico importante è quello della principessa araba Jazira in Hidalgo - Oceano di fuoco (2004), in cui recita a fianco di Omar Sharif e Viggo Mortensen. Lo stesso anno recita anche in Il mercante di Venezia, con Al Pacino.
Nel 2007 interpreta un ruolo secondario nella seconda e ultima stagione della serie televisiva HBO Roma, l'anno successivo è una dei protagonisti della serie Fox New Amsterdam, cancellata dopo soli otto episodi, mentre dal 2009, a partire dalla quinta stagione, entra a far parte del cast di Lost, nel ruolo della misteriosa Ilana.
Nel 2012 interpreta il ruolo di Roya Hammad, giornalista in contatto con il terrorista Abu Nazir, nella premiata serie televisiva Homeland - Caccia alla spia.

## Vita personale
Nel 2009 ha sposato il regista di cortometraggi Sean Doyle, ma la coppia ha divorziato nel 2014.

## Filmografia

### Cinema
- Timecode, regia di Mike Figgis (2000)
- Slash, regia di Neal Sundstrom (2002)
- Hidalgo - Oceano di fuoco (Hidalgo), regia di Joe Johnston (2004)
- Il mercante di Venezia (The Merchant of Venice), regia di Michael Radford (2004)
- Il destino nel nome - The Namesake (The Namesake), regia di Mira Nair (2006)
- Fist Full of Love, regia di Sean Doyle - cortometraggio (2009)
- Chiedimi tutto (Ask Me Anything), regia di Allison Burnett (2014)
- The Boy, regia di Craig William Macneill (2015)

### Televisione
- The Lone Gunmen – serie TV, 13 episodi (2001)
- X-Files – serie TV, episodio 9x15 (2002)
- Roma (Rome) – serie TV, 7 episodi (2007)
- New Amsterdam – serie TV, 8 episodi (2008)
- Lost – serie TV, 16 episodi (2009-2010)
- Homeland - Caccia alla spia (Homeland) – serie TV, 9 episodi (2012)
- The Mentalist – serie TV, episodio 5x14 (2013)
- Covert Affairs – serie TV, 4 episodi (2013)
- C'era una volta nel Paese delle Meraviglie (Once Upon a Time in Wonderland) – serie TV, 4 episodi (2013-2014)
- Intelligence – serie TV, 3 episodi (2014)
- Kingdom – serie TV, 3 episodi (2014)
- The Following – serie TV, 15 episodi (2015)
- The Exorcist – serie TV, 8 episodi (2017)
- Law & Order - Unità vittime speciali (Law & Order: Special Victims Unit) – serie TV (2019-in corso)
- Evil – serie TV, episodio 2x03 (2021)
- Jack Ryan – serie TV, 6 episodi (2023-in corso)

## Doppiatrici italiane
Nelle versioni in italiano, Zuleikha Robinson è stata doppiata da:
- Monica Ward in Intelligence, The Following
- Perla Liberatori in Il mercante di Venezia, The Exorcist
- Federica De Bortoli in Hidalgo - Oceano di fuoco
- Domitilla D'Amico in Il destino nel nome - The Namesake
- Daniela Calò in X-Files
- Giuppy Izzo in Roma
- Myriam Catania in Lost
- Maura Cenciarelli in Homeland - Caccia alla spia
- Cristina Boraschi in The Mentalist
- Claudia Razzi in C'era una volta nel Paese delle Meraviglie
- Beatrice Caggiula in Jack Ryan